# 波多江氏
波多江氏（はたえし）は日本の氏族。

## 解説
大蔵春実の三男美気種季を祖とする美気家は、五代目となる美気種房の代の1111年に筑前国波多江庄を領した。七代目である美気種名の代に、大蔵春実の長男原田泰種を祖とする原田家から原田種直の弟敦種が養嗣子となり、後に種貞に改名し、波多江を称した。この波多江種貞が、波多江氏の祖とされる。
治承・寿永の乱では平家方に属し、種貞は葦屋浦の戦いで下河辺行平により討ち取られた。二代種遠は壇ノ浦の戦いの後に鎌倉に送られたが、後に赦免され波多江庄に戻った。
南北朝時代には主に南朝に与した記録が残されている。戦国時代には原田氏の有力家臣として行動を共にし、豊臣秀吉による九州平定後は朝鮮出兵で渡海した中にも名が見え、その中には最終的に帰農するものも現れた。
現在でも糸島市波多江として地名が残されている。